# SM UB-2
SM UB-2 – niemiecki okręt podwodny typu UB I z okresu I wojny światowej. Wszedł do służby w Kaiserliche Marine 20 lutego 1915 roku. Od grudnia 1916 roku wykorzystywany jako okręt szkolny na Bałtyku.

## Historia
Zamówienie na drugi okręt typu UB I zostało złożone w stoczni Germaniawerft 15 października 1914 roku. Okręt został zwodowany 13 lutego 1915 roku, wszedł do służby 20 lutego. 10 maja 1915 roku wszedł w skład Flotylli Flandryjskiej, która w tym czasie była zaangażowana w pierwszą niemiecką ofensywę podwodną, mającą na celu atakowanie wrogich jednostek w pobliżu Wysp Brytyjskich. Podczas pierwszego patrolu bojowego na wodach między Holandią a Wielką Brytanią zatopił sześć niewielkich jednostek rybackich.
W lutym 1916 roku, po rozpoczęciu drugiej niemieckiej ofensywy podwodnej, UB-2 zatopił jednostkę handlową „Arbonne” o wyporności około 600 ton, która była największą zatopioną przez ten okręt jednostką, a zarazem ostatnią zatopioną podczas wojny.
Po podpisaniu rozejmu w Compiegne i zaprzestaniu działań wojennych nie mógł z powodów technicznych poddać się Brytyjczykom w ich bazach i pozostał w Niemczech. Został złomowany w 1920 roku.